# Вера Менчик
Вера Менчик (чеш. Věra Menčíková; Москва, 16. фебруар 1906 — Лондон, 27. јун 1944) је била шахисткиња из прве половине 20. века.
Рођена је у Москви, отац јој је био Чех, а мајка Британка. Отац је научио да игра шах у деветој години. Породица се преселила у Енглеску 1921, а Вера је победила на британском шаховском првенству за јуниорке исте године. Следеће године постала је ученица Гезе Мароција, једног од најбољих шахиста на свету у првој половини 20. века. Освојила је прву титулу светске шампионке 1927. и успешно је бранила до краја живота: (1930, 1931, 1933, 1935, 1937. и 1939). 
Мушкарци, које је Менчикова побеђивала на турнирима, говорили су да припадају Клубу Менчик. Међу њима били су и Макс Еве, Семјуел Решевски и Мир Султан Кан. Имала је млађу сестру Олгу, такође шахисткињу. Вера Менчик, њена сестра и мајка погинуле су у бомбардовању Лондона у Другом светском рату у нападу ракетом Фау 1. Погинула је у 38. години као актуелни шампион.
Трофеј који се додељује победничком тиму на женским шаховским олимпијадама зове се Куп Вере Менчик.